# Муратов Павло Павлович
Мура́тов Павло́ Па́влович (рос. Муратов Павел Павлович, 19 лютого (3 березня) 1881 — 5 лютого, 1950) — російський письменник, музейний працівник, мистецтвознавець.

## Життєпис
Народився в місті Бобров, Нині Воронезька область. Навчався в кадецькому корпусі. Вищу освіту отримав в Петербурзі, де закінчив залізничний Інститут шляхів сполучення. Створив першу подорож за кордон у 1905 — 1906 роках. По поверненню в Росію почав співпрацювати з російськими періодичними виданнями — (з 1906 р.) друкував статті в журналах «Весы», «Золотое руно», «Аполлон», «Старые годы».
Серед знайомих цього періоду -
- Берберова Ніна Миколаївна (1901 — 1993)
- Ходасевич Владислав Феліцианович (1886 — 1929)
- Зайцев Борис Костянтинович (1881 — 1972)
- Некрасов Костянтин Федорович (1873 — 1940).

Тісно співпрацював з видавцем Некрасовим К. Ф. Видавництво мало різноманітні відділи, серед яких (російською)-
- «Переводная художественная литература»,
- «Русская классика»,
- «Современная русская литература»,
- «Историческая литература»,
- «Памятники Возрождения»,
- «Памятники древнерусского искусства»,
- «Биографическая библиотека».

До 1916 року, поки Некрасов не продав права на видавництво, з ним співпрацювали Олександр Блок, Костянтин Бальмонт, Валерій Брюсов, Андрій Бєлий, Олексій Толстой, Дмитро Мережковский, Федір Сологуб, Михайло Кузмін, В. Ходасевич, Б. Зайцев та інші. Належав до них і Муратов. З часткою цих літераторів Муратов зустрінеться в еміграції.
У 1914 році Некрасовразом з мистецтвознавцем П. П. Муратовым встиг надрукувати шість примірників литературно-художнього журналу «София», присвяченого дослідженням давньоруського мистецтва і порівняння його з мистецтвом західноєвропейським. В журнале тоді співпрацювали філософи Микола Бердяєв, М. Гершензон, В. Ходасевич, Б. Зайцев, И. Грабарь, Бенуа Олександр Миколайович та інші. Видання припинило існування у зв'язку з мобілізацією на фронт його багатьох співпрацівників, серед яких був і редактор П. П. Муратов. Муратов повернувся живим.
У 1918—1922 роках працював у відділі охорони пам'яток Наркомпроса РСФСР, разом з И.Грабарем брав участь в реставрації пам'яток Москви та Великого Новгорода. У 1918 році, аби підтримати литераторів в голодні роки, заснував разом з Ходасевичем та М. Осоргиним Книжкову красничку письменників. Муратов П. П. — також засновник Товариства італійських студій (итал. Studio Italiano).
Громадська діяльність Муратова не зупинялась на допомозі письменникам, бо голодували усі верства населення. Він брав участь в рятуванні не тільки письменників, співпрацював з Комитетом допомоги голодуючим (Помгол). У 1921 році, коли більшовицький уряд розпочав погроми громадських товариств інших ідейних (небільшовицьких) спрямувань, був заарештований разом з іншими співпрацівниками Помголу.
З 1922 року — в еміграції, спочатку мешкав у місті Берлін, потім перебрався у Рим. У 1927 році оселився у Парижі. Серед наукових зацікавлень Муратова — історія 1-ї світової війни. Драматичні політичні події в тогочасній Німеччині, прихід до влали фашистів в Німеччині і Іспанії спонукав старого історика і письменника перебратився і Велику Британію до початку нової війни. Помер у Ірландії.

## Друковані твори
- Образы Италии, II 1911-12, III Berlin, 1924
- Герои и героини, 1918
- Магические рассказы, 1922
- Эгерия, Berlin, 1922
- Рассказы // «Современные записки», № 20, 1924, № 24, 1925
- Приключения Дафниса и Хлои // «Современные записки», № 28, 1926

Мавритания // «Современные записки», № 33, 1927
- Les icones russes, Paris, 1927
- The Russian Military Campaigns of 1941—1943 (by WED Allen and Paul Muratof, part 1, 1943)
- The Russian Campaigns of 1944-45, New York, 1946 (by WED Allen and Paul Muratof)
- Caucasian Battlefields: A History of the Wars on the Turko-Caucasian Border 1828—1921 (by WED Allen and Paul Muratof, 1953)